# Gunilla Thunberg
Gunilla Catharina Thunberg, född 11 januari 1953 i Spånga, är en svensk skådespelare. Thunberg är främst känd för serien Stora skälvan samt en av huvudrollerna i Lars Molins ungdomsserie Mona och Marie från 1973. Utöver denna har hon medverkat i ett dussintal film- och TV-produktioner.

## Filmografi
- 1970 – Följetong i X kapitel (TV-serie)
- 1972 – Stora skälvan (TV-serie)
- 1972 – Hemma hos Karlssons (TV-serie)
- 1973 – Mona och Marie (TV-serie)
- 1973 – Pappas pojkar (TV-serie)
- 1974 – Sams
- 1975 – Tjocka släkten (TV-serie)
- 1977 – Himmel och pannkaka (TV-serie)
- 1977 – Men så en dag om morgonen (TV-film)
- 1978 – Bevisbördan (TV-serie)
- 1979 – Jag är med barn
- 1982 – Zoombie (TV-serie)